# كاريل كوفمان
كاريل كوفمان (بالهولندية: Karel Kaufman)‏ هو مدرب كرة قدم ولاعب كرة قدم هولندي، ولد في 29 أبريل 1898 في أمستردام في هولندا، وتوفي في 10 ديسمبر 1977 في هارلم في هولندا.